# 浅間焼覚帳
浅間焼覚帳（あさまやけおぼえちょう）は、18世紀後半の信濃国小諸藩について書かれた史料。天明3年（1783年）に起きた浅間山の天明大噴火とその影響の記述が含まれている。
小諸市立火山博物館（現小諸市立郷土博物館）蔵。小諸藩城下町に暮らしていた与良与兵衛が、天明3年（1783年）から天明7年（1787年）頃にかけて執筆したものと考えられている。

## 書誌事項
著者の名は「小諸与良町　与良与兵衛」と表紙に記されており、小諸藩城下の与良町に暮らしていたとわかるが、どのような人物であったかは不明である。
表紙には「天明三年五月廿四日」の日付が書かれているが、天明3年（1783年）から天明7年（1787年）までの事柄が記載されており、この時期に書かれたものと考えられる。

## 内容と評価
信濃国小諸藩士・牧野八郎左衛門（載成）の天明３年日記と並ぶ小諸市の浅間山噴火史料とされている。
天明3年7月8日（1783年8月5日）に発生した浅間山の天明大噴火による被害とその影響について、小諸を中心に記述されている。不作により穀物などの値段が高騰したことについて、穀物価格の変化と推移を詳細に記載していることが特徴とされている。また、天明3年10月に発生した上信騒動のことも記述されている。
このほか、天明7年に江戸で発生した打ちこわし（天明の打ちこわし）など諸国で発生した出来事や、小諸藩の歴史や政治（歴代藩主や家老についての記述）などの記載もある。
本書は、執筆途中での中断や修正も随所に見られ、意味が取りにくい部分も多い。また、誤字・誤認も散見されている。

### 小諸藩政についての記述
資料では、浅間山噴火の被害のほかに小諸藩の家老人事にも触れている。当時は家老人事を庶民に公表したり周知することは、なかったはずである。それではなぜ、著者が家老人事を知ったかが問題となる。
「浅間焼覚帳」に書かれている家老人事は、各種の小諸藩人事史料と異なるところがある。例えば、「小諸藩心得上巻」（法制史料）によると、元禄16年（1703年）正月の加判衆（家老・用人衆）は、加藤・真木・牧野・稲垣・鳥居の5名の順であった。
これに対して、「浅間焼覚帳」の現代語訳によると、「現在の小諸藩主である牧野氏が、小諸藩主となった経過。元禄15年（1702年）午年に小諸藩主となり、小諸へやってきた。牧野周防守康重様が小諸へやってきたときの城代は加藤六郎兵衛様、その次の家老は稲垣市右衛門様、その次の家老は牧野軍之進様だった。牧野内膳正康周様の代の家老は、稲垣源太左衛門様だった。牧野内膳正様のご葬儀のさい、太田甚右衛門様が位牌持ちを務めた。このときから太田甚右衛門様が二番家老となり、その次の城代は、江戸からきた牧野庄左衛門様だった。その次の一番家老は牧野軍兵衛様（以下、省略）」（以上は、ADEAの訳文より引用）。
小諸藩主の牧野氏が、元禄15年に小諸にやってきたと言っても、12月の年末近くのことであり、「浅間焼覚帳」を信じるならば、入封直後に重臣の隠居などによる人事の刷新がなければならず、また入封前後、家老職にあったはずの真木氏の記載がない。「浅間焼覚帳」を信じるならば、入封時に家老でなかった真木氏は、わずか半月後に、二番家老になったことになる。
小諸入封時の行列帳、及び小諸藩主牧野氏が与板から小諸入封する直前の家老人事を書いた与板町誌などからしても、「浅間焼覚帳」記載の人事は、信じがたいところがある。
「浅間焼覚帳」の家老人事は、個人の記憶に頼ったか、著者が家老のように見えた人物を、家老と書いたかなど、情報源が定かではない。